# Sparvvicker
Sparvvicker (Vicia tetrasperma) är en växtart i familjen ärtväxter.